# 블루스 록
블루스 록(Blues rock)은 대중 음악 장르의 하나이다. 1960년대 후반 영국에서 록의 진화 형태로 일어 났지만, 그 중에서도 특히 백인이 블루스를 록 스타일로 표현한 것을 블루스 록이라고 부르고있다.